# Woodford (Kalifornia)
Woodford – obszar niemunicypalny w hrabstwie Kern, w Kalifornii (Stany Zjednoczone), na wysokości 837 m.